# Мирдат V
Мирдат V (груз. მირდატ V; умер в 447) — царь Иберии (435—447) из династии Хосроидов.

## Биография
Основным источником о жизни Мирдата V является свод средневековых грузинских летописей «Картлис Цховреба». Согласно входящей в этот свод «Жизни Вахтанга Горгасала» Джуаншера Джуаншериани, Мирдат был единственным сыном царя Арчила и его супруги, гречанки Марии. Ещё при жизни отца он прославился как храбрый и умелый военачальник, успешно воевавший с Сасанидским Ираном, желавшим добиться от Иберии полного подчинения власти своих правителей. Особенно сильно от нападений иберийцев страдали земли Аррана, находившиеся в ведении наместника шаха Йездигерда I в Закавказье марзбана Барзабода. Так как в это время войска шаха вели кровопролитные войны в других пограничных районах Ирана, персы не смогли оказать сильного сопротивления нападениям Арчила и Мирдата, ограничившись только защитой своих городов и крепостей. Средневековые хроники по-разному описывают завершение этой войны. Одни уверяют, что разгневанный Йездигерд I казнил всех христианских епископов, иберийских и армянских вельмож, находившихся у него в заложниках, что он снова разграбил Иберию, что лишь мать царя Арчила, Ануша, слезами смогла умолить шаха прекратить кровопролитие и что мир наступил только после смерти этого сасанидского правителя, скончавшегося в 421 году. Другие сообщают, что только любовь Мирдата к красавице Сагдухт, дочери Барзабода, и женитьба на ней положила конец этой войне, в результате которой иберийцам удалось отстоять своё право на исповедание христианства. Современные же историки предполагают, что эти события, возможно, происходили одновременно с ирано-византийская войной 421—422 годов, одним из театров военных действий которой были закавказские земли. Несмотря на содержащиеся в грузинских летописях сведения о том, что исход войны был благоприятен для царя Арчила, другие исторические источники содержат информацию, что в это время цари Сасанидского Ирана увеличили дань со всех трёх кавказских царств (Иберии, Великой Армении и Кавказской Албании), а также наложили на них ежегодную воинскую повинность для пополнения шахских войск.

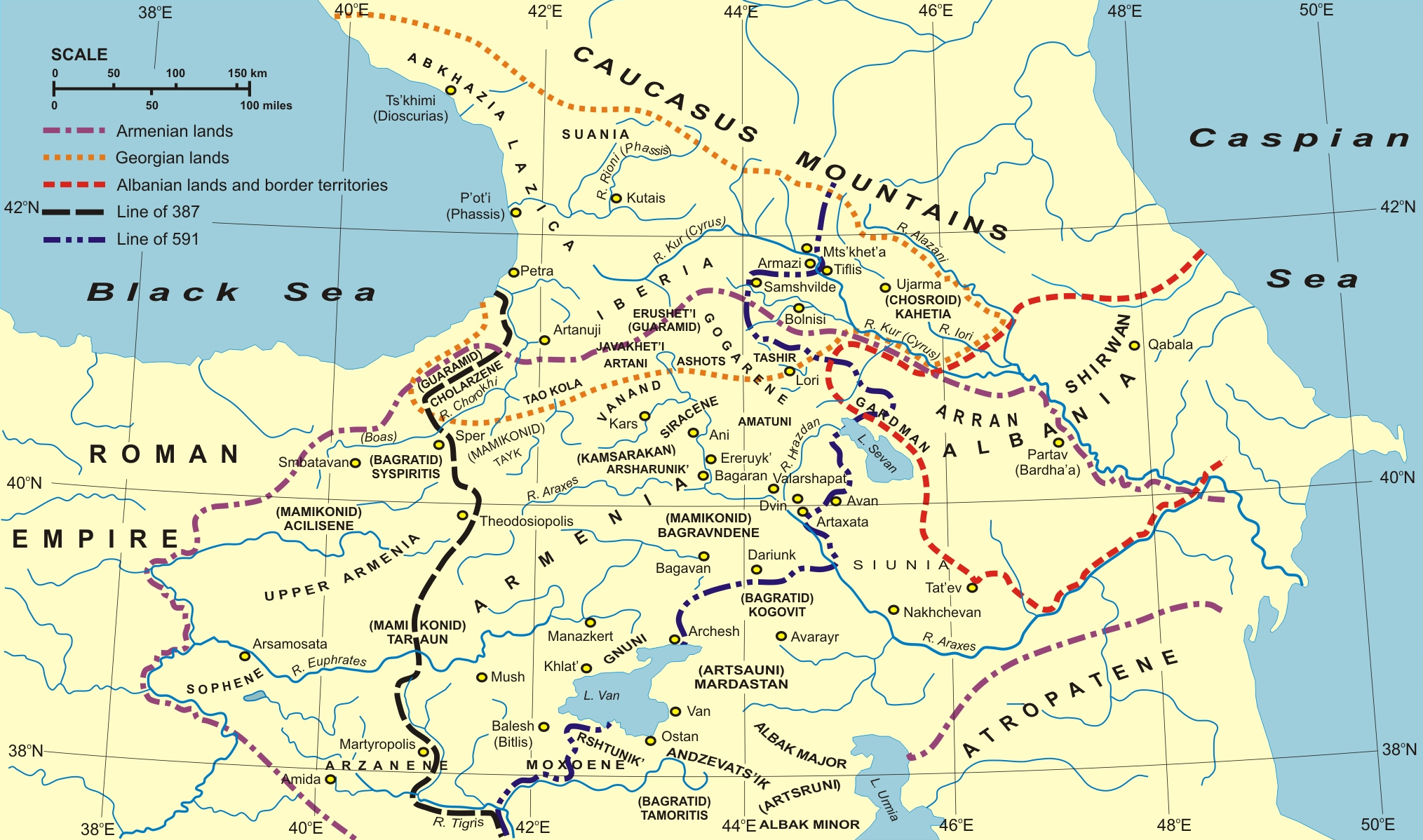
Закавказье в V—VI вв.

Грузинские летописи сообщают, что после вступления в брак с Мирдатом язычница Сагдухт крестилась и всю свою оставшуюся жизнь оставалась благочестивой христианкой. В качестве свадебного подарка царь Арчил отдал Мирдату в управление Самшвилде, где впоследствии по повелению Сагдухт был возведён собор, известный под названием Самшвилдский Сион.
После смерти Арчила, скончавшегося в 435 году, Мирдат V унаследовал престол Иберии. О его правлении известно очень немного. Хотя «Жизнь Вахтанга Горгасала» сообщает о том, что в это время Иберия не вела войн и её жители наслаждались тишиной и спокойствием, в «Обращении Грузии» сохранилось свидетельство, что марзбан Барзабод назначил архиепископа Мцхеты Глонокора «эриставом Картли и Эрети». Предполагается, что этот Глонокор идентичен упоминаемому в других источниках архиепископу Мобидану, главе иберийских несториан. Современные историки рассматривают это событие как попытку властей Сасанидского Ирана наладить непосредственные связи с духовенством и знатью Иберии с целью ослабить институт царской власти в этом государстве.
Летописи описывают Мирдата V как правосудного и человеколюбивого правителя. Детьми царской четы были сын Вахтанг I Горгасал и две дочери, Хуаранзан и Мирандухт, по обычаям того времени отданные в раннем возрасте на воспитание в семьи знатных иберийцев.
Мирдат V скончался в 447 году после 12 лет правления. Новым царём Иберии стал его несовершеннолетний сын Вахтанг.